# Premi Aurora Bertrana
El Premi Aurora Bertrana fou instituït per la Fundació Prudenci Bertrana l'any 2022 en honor de l'escriptora homònima. El guardó es concedeix a la traducció d'una obra literària al català l'any anterior, sigui del gènere que sigui. El guanyador es fa públic durant la concessió dels Premis Literaris de Girona.

## Guardonats
- 2022 - Yannick Garcia, per la traducció d’Orgull i prejudici de Jane Austen[1]
- 2023 - Josep Maria Pinto, per la traducció d'El temps retrobat de Marcel Proust[3]
- 2024 - Ramon Farrés, per la traducció de Maria Antonieta de Stefan Zweig[4]

## Jurats
- 2022 - Àngels Gregori, Lluïsa Julià, Lluís Muntada, Francesc Parcerisas i Antoni Pladevall[5]
- 2023 - Àngels Gregori, Lluïsa Julià, Lluís Muntada, Francesc Parcerisas i Antoni Pladevall[2]